# Народно-республиканское движение
Народно-республиканское движение (фр. Mouvement républicain populaire, MRP) — христианско-демократическая партия, существовавшая во Франции в период с 1944 по 1967 год.

## История

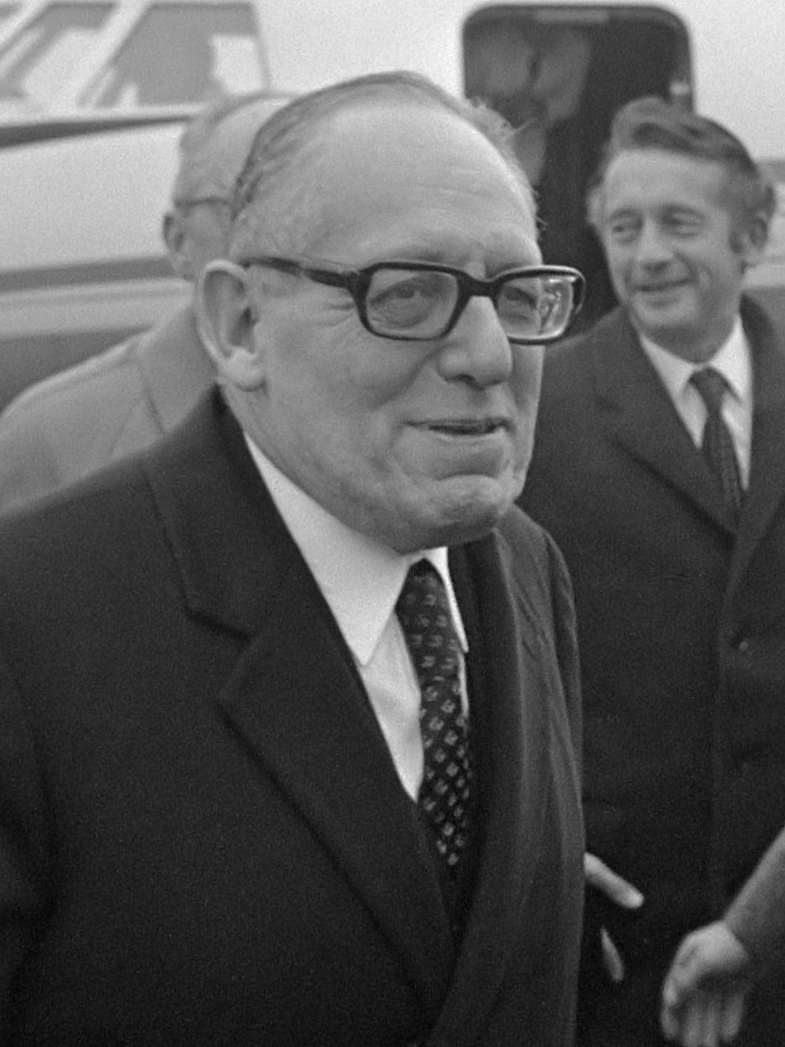
Морис Шуман (Schumann, 1969 г.), рупор Свободной Франции.

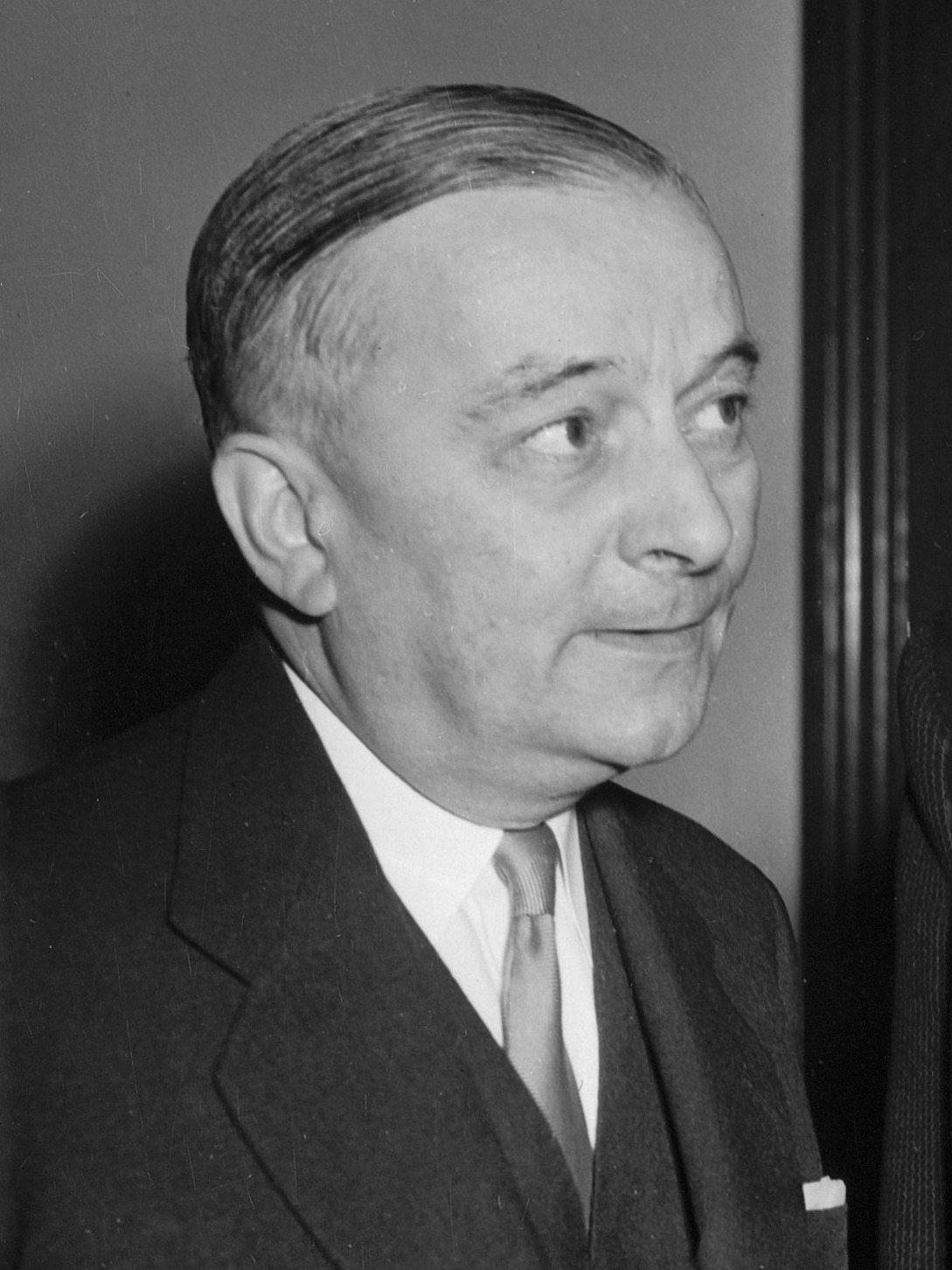
Жорж Бидо, председатель Национального совета Сопротивления.

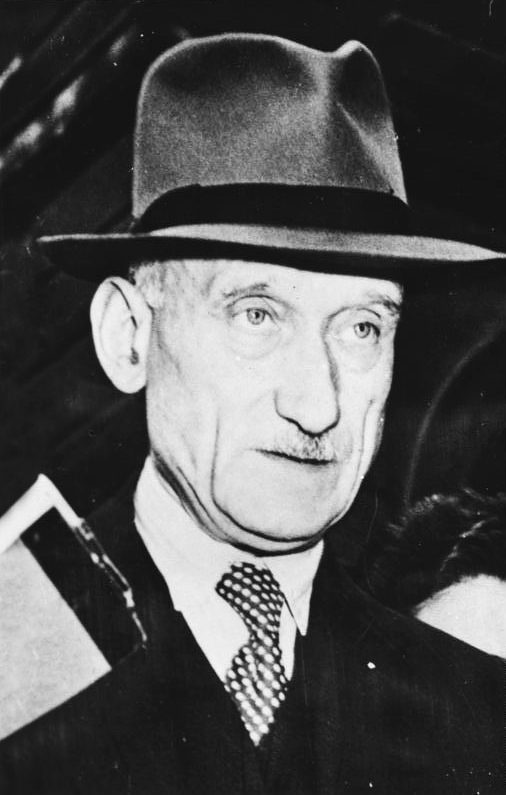
Робер Шуман (Schuman), «отец Европы».

25-26 ноября 1944 состоялся учредительный съезд, на котором участники Сопротивления, придерживавшиеся идей социального католицизма, основали Народно-республиканское движение, ставшее одной из ведущих партий Четвёртой республики. Многие из основателей ранее были активны в предшественнице НРД — Народно-демократической партии. Новая партия имела левоцентристскую программу, но значительная часть её электората была более правой и умеренно настроенной и не всегда принимала положения программы партии, но предпочитала за неё голосовать, видя в MRP единственную в послевоенный период силу, способную сдержать коммунистов.
В 1944—1947 партия входила в трёхпартийную правительственную коалицию с социалистами и коммунистами. Лидеры MRP занимали важные посты в большинстве правительств Четвёртой республики, а члены партии Жорж Бидо (в 1946 и 1949—1950), Робер Шуман (в 1947—1948), Пьер Пфлимлен (1958) занимали пост премьер-министра. Партия оказывала влияние на католическое профсоюзное объединение «Французская конфедерация христианских трудящихся», насчитывавшее около 450 тыс. членов.
MRP поддержала установление Пятой республики и во время референдума в сентябре 1958 года заняла позицию в пользу одобрения конституционного проекта. В Пятой республике до мая 1962 представители MRP входили в правительство, затем перешли в оппозицию в связи с несогласием с некоторыми аспектами внешней политики правительства (в частности, MRP выступала за политическую интеграцию стран Западной Европы и тесное сотрудничество с НАТО). На президентских выборах 1965 лидер MRP Ж. Леканюэ набрал в первом туре 15,6 % голосов и занял третье место. В 1966 на основе объединения MRP с Национальным центром независимых и крестьян была создана правоцентристская партия Демократический центр. В 1967 MRP объявила о самороспуске.

## Председатели партии
- 1944–1949: Морис Шуман
- 1949–1952: Жорж Бидо — премьер-министр в 1946 и 1949—1950
- 1952–1956: Пьер-Анри Тежен
- 1956–1959: Пьер Пфлимлен — премьер-министр с 14 по 28 мая 1958
- 1959–1963: Андре Колен
- 1963–1965: Жан Леканюэ

## Результаты на выборах
- Парламентские выборы 1945: 23,9%
- Парламентские выборы (июнь 1946): 28,2%
- Парламентские выборы (ноябрь 1946): 25,9%
- Парламентские выборы 1951: 12,6%
- Парламентские выборы 1956: 11,0%
- Парламентские выборы 1958: 9,1%
- Парламентские выборы 1962: 9,1%